# Komlói Bányász Sport Klub
Il Komlói Bányász Sport Klub è una società calcistica ungherese della città di Komló, fondata nel 1922.
Milita nella Nemzeti Bajnokság III, la terza divisione del calcio ungherese. Vanta come miglior risultato in campionato un quarto posto ottenuto in massima serie nel 1963. Ha disputato due finali di Coppa d'Ungheria, nel 1970 e nel 1973-74, perdendo in entrambe le occasioni - 3-2 contro l'Újpesti Dózsa la prima volta, 3-1 contro il Ferencvárosi TC quattro anni dopo.
Nonostante le mancate vittorie all'ultimo atto della manifestazione, ha partecipato alla Coppa delle Coppe 1971-1972 occupando il posto dell'Újpesti Dózsa, impegnato come campione nazionale in Coppa dei Campioni. Nei sedicesimi di finale del torneo europeo ha incontrato gli jugoslavi della Stella Rossa, che hanno avuto la meglio nel doppio confronto con un 4-8 totale (2-7 in Ungheria, vittoria ungherese per 2-1 in Jugoslavia).
| Stagione | Torneo            | Turno      | Nazione               | Club         | Andata | Ritorno | Totale |
| -------- | ----------------- | ---------- | --------------------- | ------------ | ------ | ------- | ------ |
| 1971-72  | Coppa delle Coppe | Sedicesimi | Jugoslavia (bandiera) | Stella Rossa | 2-7    | 2-1     | 4-8    |

In grassetto le partite casalinghe

## Palmarès

### Competizioni nazionali
- Nemzeti Bajnokság II: 2

1957, 1960-1961

### Altri piazzamenti
- Coppa d'Ungheria:

Finalista: 1970, 1973-1974
Semifinalista: 1979-1980
- Nemzeti Bajnokság II:

Secondo posto: 1978-1979
Terzo posto: 1973-1974